# Luigi Illica
Pour les articles homonymes, voir Ilica (homonymie).
Luigi Illica (né le 9 mai 1857 à Castell'Arquato et mort le 16 décembre 1919 à Colombarone) est un librettiste célèbre qui écrivit, habituellement en collaboration avec Giuseppe Giacosa, pour Giacomo Puccini. Il travailla aussi pour Alfredo Catalani, Umberto Giordano et d'autres compositeurs italiens. Ses plus fameux livrets sont ceux de La Wally, La Bohème, Tosca, Madame Butterfly et Andrea Chénier.
La vie personnelle d'Illica ressemblait parfois à ces livrets. La raison pour laquelle il est toujours photographié la tête légèrement de côté est qu'il perdit une oreille dans un duel concernant une femme.
Lorsque des films muets reposant sur ses opéras furent tournés, son nom apparut en large lettres sur les publicités parce que les distributeurs pouvaient seulement garantir que ses intrigues constitueraient le sujet, et non qu'elles seraient accompagnées par la musique appropriée du compositeur.

## Livrets
Voici une liste de quelques livrets écrits par Luigi Illica et mis en musique par des compositeurs majeurs. Les dates entre parenthèses indiquent l'année de la création de l'opéra et non celle de la rédaction du livret :
- La Wally (Catalani, 1892)
- Cristoforo Colombo (Franchetti, 1892)
- Manon Lescaut[1] (Puccini, 1893)
- Nozze istriane (Smareglia, 1895)
- La Bohème[2] (Puccini, 1896)
- Andrea Chénier (Giordano, 1896)
- Iris (Mascagni, 1898)
- Tosca[2] (Puccini, 1900)
- Le maschere (Mascagni, 1901)
- Germania (Franchetti, 1902)
- Siberia (Giordano, 1903)
- Madame Butterfly[2] (Puccini, 1904)
- Isabeau (Mascagni, 1911)
- Lorenza (Edoardo Mascheroni, 1901)
- La perugina (Edoardo Mascheroni, 1909)